# 땅벌
땅벌(Vespula flaviceps)은 말벌과에 속하는 벌의 한 종류로 땅 속이나 숲 속에 층층히 된 집을 짓고 산다. 방언으로 땡삐, 오빠시라고도 한다. 몸 길이는 대략 15mm 정도로, 말벌보다 작다. 검은색 몸에 황색 선이 있다. 주로 수액이나 과일을 먹지만 꿀벌 등 작은 곤충을 사냥하기도 한다.
무리가 땅 속에 집을 짓는 특성 상 사람들이 둥지를 모르고 건드릴 수가 있는데, 둥지를 건드릴 경우 무리를 지어서 한꺼번에 몇십 마리씩 달려드는 특성이 있다. 건드리지 않으면 사람을 쏘지 않으나, 땅 속에 집을 짓기 때문에 벌집이 외부로 노출되지 않아 발견이 어렵기 때문에 주의해야 한다. 애벌레가 식용 가능하여 일본에서는 별미로서 여겨진다.
한편, 국립생물자원관은 땅벌의 독을 이용한 동물용 사균백신 제조법을 개발했다. 땅벌 독을 이용한 살모넬라 사균백신을 제조하고 4개월간 동물 실험을 실시했는데, 기존 사균백신이 보통 병원균에 대해 50% 미만의 생존율을 보인 반면 땅벌 독을 이용한 사균백신은 60~80%의 생존율을 보였다. 또 땅벌 독을 이용한 백신은 기존 백신과 달리 항원 단백질의 물리·화학적 특성이 유지돼 접종 후 면역 물질이 더 많이 나타나 면역 증가제가 필요없었다. 연구진은 땅벌 독을 이용한 사균백신이 살모넬라균 외 포도상구균 등 다른 병원균에 대해서도 효과가 있다는 것을 확인했으며 다른 백신 제조에도 활용이 가능할 것으로 보고 있다.